# Mistrzostwa Rumunii w rugby union (1945/1946)
Mistrzostwa Rumunii w rugby union 1945/1946 – trzydzieste mistrzostwa Rumunii w rugby union.
Po siedmioletniej przerwie zwycięzcą Divizia Onoare został klub Sportul Studențesc.